# Egon Hirt
Egon Hirt (Friburgo in Brisgovia, 16 agosto 1960) è un allenatore di sci alpino ed ex sciatore alpino tedesco che gareggiò per la nazionale tedesca occidentale.

## Biografia
Specialista delle prove tecniche originario di Titisee-Neustadt, Hirt debuttò in campo internazionale in occasione degli Europei juniores di Gällivare 1976, dove vinse la medaglia di bronzo nello slalom speciale; in Coppa del Mondo ottenne il primo piazzamento il 14 febbraio 1982 a Garmisch-Partenkirchen nella medesima specialità (14º) e il miglior risultato il 13 febbraio 1983 a Todtnau in slalom gigante (9º). Ai XIV Giochi olimpici invernali di Sarajevo 1984, sua unica presenza olimpica, si classificò 13º nello slalom gigante e non completò lo slalom speciale; ottenne l'ultimo piazzamento in Coppa del Mondo il 23 marzo 1984 a Oslo in slalom gigante (12º) e l'ultimo piazzamento della sua carriera agonistica fu il 4º posto ottenuto nello slalom gigante dei Mondiali di Bormio 1985, disputato il 7 febbraio. Dopo il ritiro è divenuto allenatore nei quadri della Federazione sciistica della Germania.

## Palmarès

### Europei juniores
- 1 medaglia[1]:
  - 1 bronzo (slalom speciale a Gällivare 1976)

### Coppa del Mondo
- Miglior piazzamento in classifica generale: 53º nel 1984

### Campionati tedeschi
- 3 medaglie (dati parziali)[3]:
  - 3 ori (slalom gigante nel 1981; slalom gigante nel 1982; slalom gigante nel 1984)